# Nenhum Olhar
Nenhum Olhar, publicado pela primeira vez em 2000, é um romance da autoria do escritor português José Luís Peixoto. É a mais traduzida das suas novelas. Recebeu o Prémio José Saramago em 2001 e descreve um universo em que a paisagem rural alentejana se mistura com elementos do fantástico. Na novela quase não há diálogos, o autor usa a técnica do corrente da consciência.
É um romance onde é possível encontrarmos aspectos do mundo de hoje transpostos para o romance de forma cuidada e excelentemente retratada através das personagens. Através deste romance, assim como de outros deste escritor, pode-se viver ou reviver emoções que dificilmente conseguimos encontrar nos livros, onde podemos encontrar a força de um ser humano e ao mesmo tempo a sua fragilidade, a força com que se criam amizades ou uma relação e a fraqueza que pode quebrar esse laço. É uma viagem pela vida das personagens que tanto nos partilham momentos de alegria como momentos de tristeza e solidão.

## Traduções
- Espanha- Nadie nos mira. trad. Bego Montorio. Hiru.  2001 - Reeditado por El Aleph
- Itália- Nessuno Sguardo. trad. Silvia Cavalieri. La Nuova Frontiera. 2002
- Holanda- De Blik. trad. Piet Janssen. Meulenhoff. 2003
- França- Sans un Regard. trad. François Rosso. Grasset. 2003
- República Checa- Nikdo se nedívá, trad. Desislava Dimitrovová. Barrister-Principal. 2004
- Croácia- Nijedan Pogled. trad. Tanja Tarbuk. V.B.Z. 2004
- Finlândia- Tyhja Taivas. trad. Tarja Harkonen. Wsoy. 2005
- Turquia- Tek Bir Bakis Yeter. trad. Senem Sen. Arkadas. 2005
- Hungria- Egyetlen pillantás nélkül. Trad. Bense Monica. Europa. 2007
- Reino Unido- Blank Gaze. trad. Richard Zenith. 2007
- Estados Unidos- The Implacable Order of Things. trad. Richard Zenith. 2008[2][3][4]
- Polónia- Puste spojrzenie. trad. Wojciech Charchalis. Prószyński i S-ka. 2008